# Xia Guan
Xia Guan (født 30. juni 1957 i Kaifeng, Kina) er en kinesisk komponist og direktør.
Guan studerede komposition på det Centrale Musikkonservatorium i Kina med endt eksamen (1985). Han var direktør for det Kinesiske Operateater for Drama og Dans, og er nu direktør og leder af det Nationale Kinesiske Symfoniorkester og Kor. Guan har skrevet 2 symfonier, orkesterværker, filmmusik, rekviem, koncertmusik, operaer etc. Han er nok bedst kendt for sin musik til film.

## Udvalgte værker
- Symfoni nr. 1 (1985) - for orkester
- Symfoni nr. 2 "Håb" (1999) - for orkester
- Jord Rekviem (?) for sangere og orkester
- Klaverkoncert (?) - for klaver og orkester
- Lille Drage Dreng - filmmusik
- Soldaters afgang - filmmusik